# Rizoide

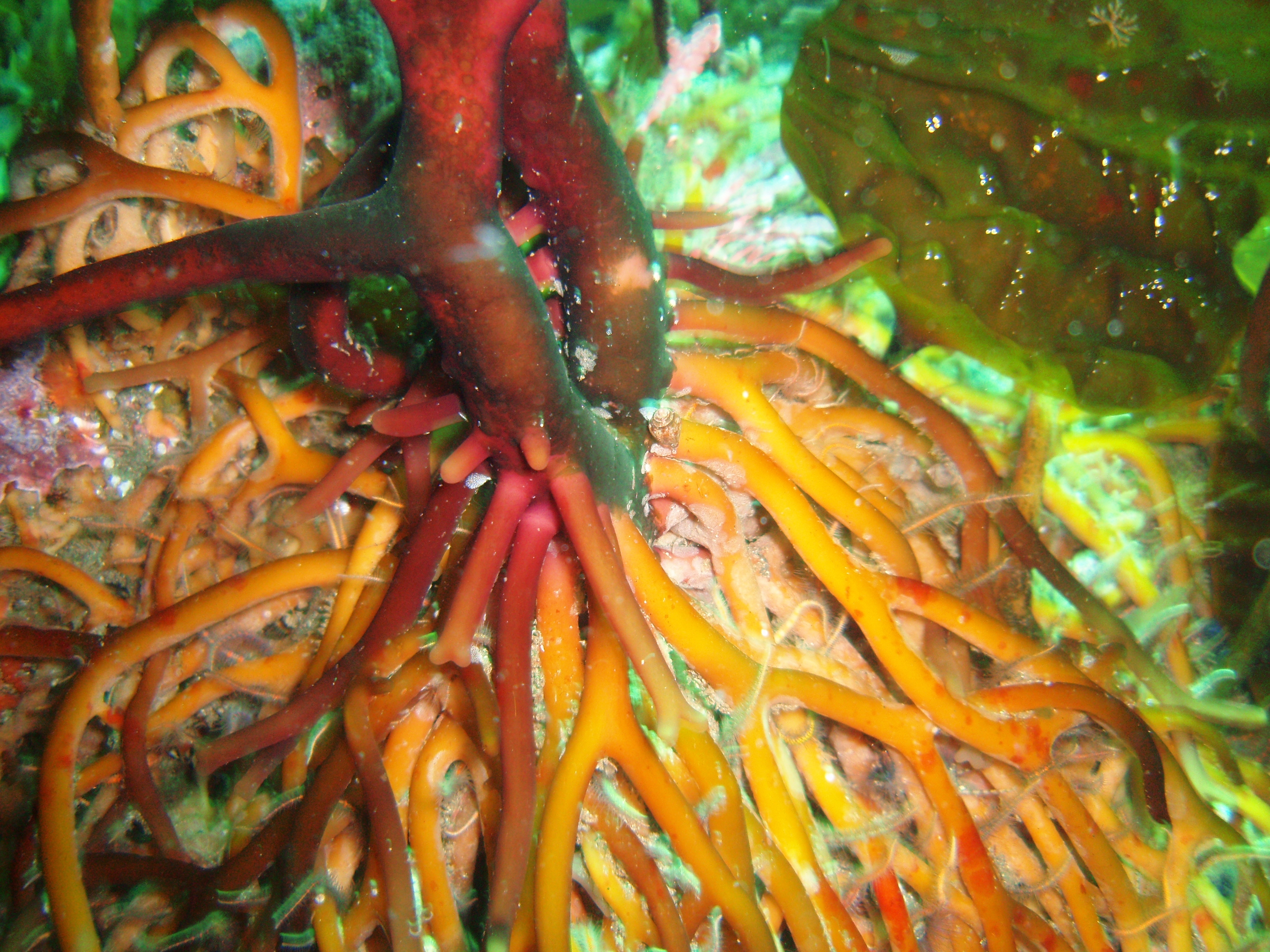
Rizoide de uma alga castanha.

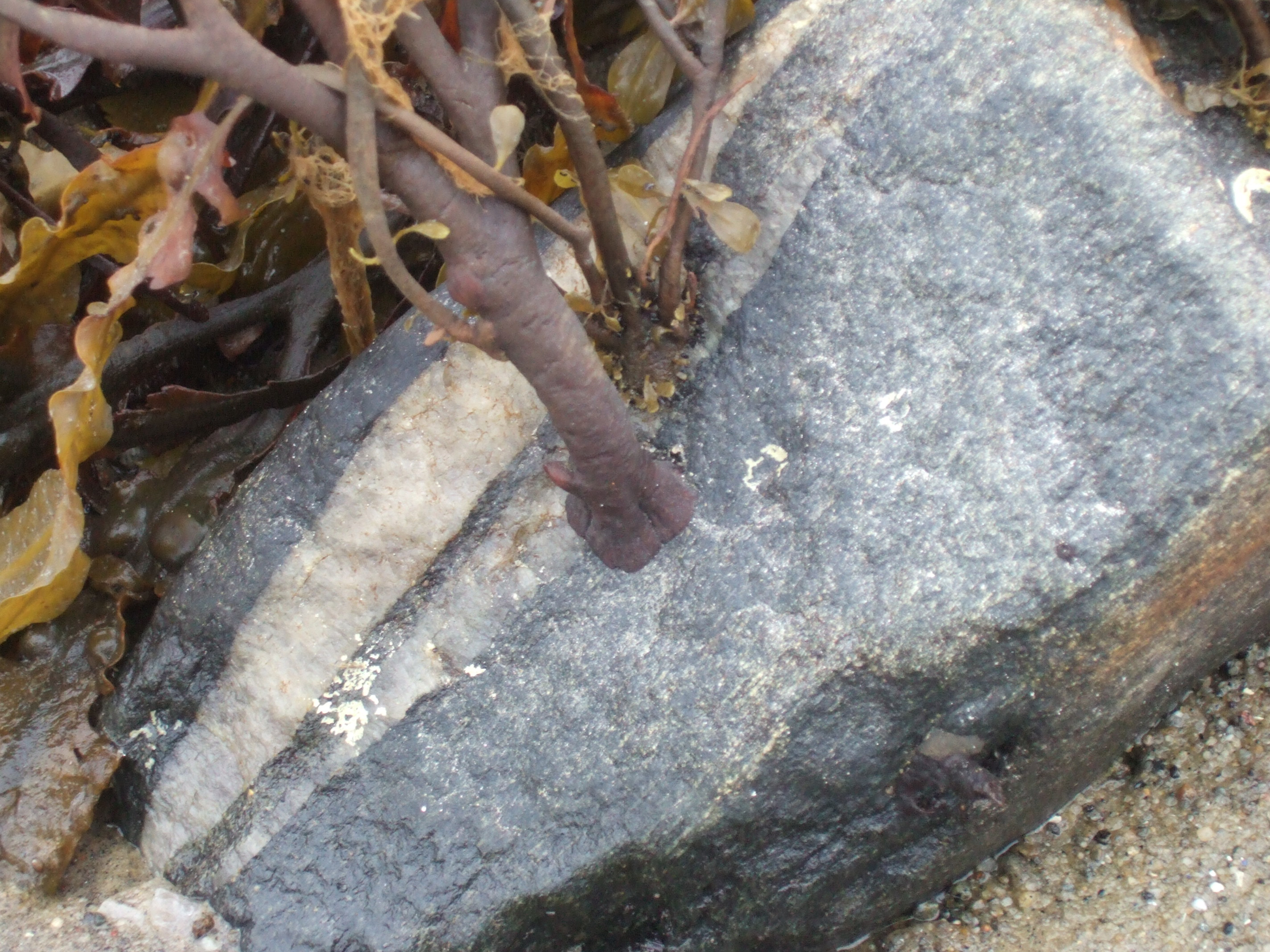
Rizoide discoide de uma alga castanha fixa a uma rocha.

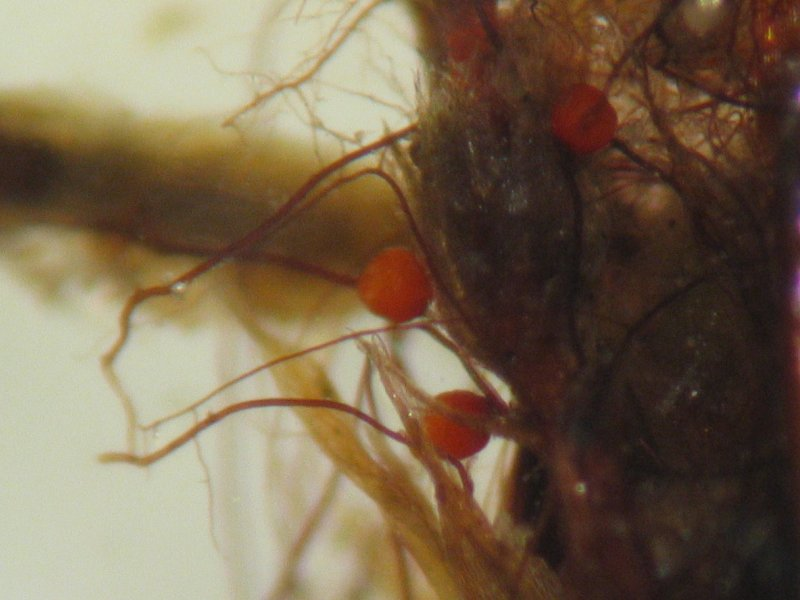
Rizoide de um musgo (Bryum subapiculatum).

Rizoide (ou rizóide) é a designação dada em botânica e ficologia aos órgãos das plantas, algas e musgos, que exercem as funções de raiz sem terem a estrutura das raízes das plantas vasculares. No caso das macroalgas os rizoides são por vezes designados por crampons, especialmente quando discoides, sendo que nalgumas espécies existe um sistema rizoidal extenso que permite que a alga se ancore ao substrato arenoso do qual pode absorver nutrientes. As espécies microscópicas de flutuação livre não apresentam rizóides.

## Descrição
Os rizoides são protuberâncias que se estendem a partir da das camadas celulares externas inferiores de briófitos e algas macroscópicas. Estas estruturas são similares em morfologia e função aos pêlos radiculares das plantas vasculares terrestres. Estruturas semelhantes ocorrem em alguns fungos. Os rizoides podem ser unicelulares ou multicelulares.
As plantas tiveram origem em ambientes aquáticos e gradualmente migraram para a terra firme durante o seu longo percurso evolutivo. Na água, ou perto dela, as plantas podem absorver a água do ambiente, sem a necessidade de nenhum órgão ou tecido absorvente especial. Além disso, nos estados primitivos do desenvolvimento das plantas, a diferenciação e divisão de funções entre estruturas anatómicas eram mínimas, pelo que não era necessário tecido absorvente de água especializado. No entanto, quando as plantas colonizaram a terra, passou a ser necessária presença de tecidos especializados, na raiz, para absorver a água com eficiência e também para ancorar a planta à terra. Os rizoides são respostas similares, em boa parte resultado da evolução convergente.
Em alguns briófitos de maiores dimensões apresentam estruturas intermédias em que os rizoides absorvem a água por acção capilar, na qual a água se move entre os fios dos rizoides e não através de cada um deles, como nas raízes.
Em fungos, os rizoides são pequenas ramificações das hifas que crescem para baixo a partir dos estolhos que ancoram o fungo ao substrato], que para além da função de fixação libertam enzimas digestivas que permitem ao organismo absorver o material orgânico digerido. Essas estruturas levam a que os fungos sejam considerados organismos heterotróficos por absorção.
Nas plantas terrestres, os rizoides são os tricomas que ancoram a planta ao solo. Nas Marchantiophyta (as hepáticas), aquelas estruturas estão ausentes ou são unicelulares, mas multicelulares nos musgos. O equivalente nas plantas vasculares são os pêlos radiculares e podem ser unicelulares ou multicelulares.
A rizina é a estrutura anatómica equivalente nos líquenes.